# 2000 a kriminalisztikában
Ez a lap 2000 jelentősebb bűnügyeit illetve azokkal kapcsolatos információkat sorol fel.
- május 28. – Magyarország: a 11 éves Till Tamás eltűnése Bajáról (maradványait 2024-ben találta meg a rendőrség).[1]
- július 4. – Magyarország: A budapesti Teréz körúti McDonald’s étteremben két embert megölt, kettőt életveszélyesen megsebesített Bódi Zsolt.[2]

- szeptember 18. – Magyarország: A Pesti Központi Kerületi Bíróságon megkezdődött Pelikán Lászlónak és kilenc társának pere, melynek során tíz, túlnyomórészt hivatásos rendőrt, köztük az APEH volt bűnügyi főigazgatóját vádolják vámorgazdaság bűntettével és egyéb bűncselekményekkel.[3]
- október 13. – Magyarország: Adóellenőrök 800 millió forint értékű hamis számlát találtak a Synergon Informatikai Rt. egyik munkatársánál tartott házkutatás során.[4]
- november 28. – Magyarország: A Fővárosi Bíróság elsőfokon életfogytig tartó börtönbüntetésre ítélte és kiutasította az országból az 1998. január-februári bolti sorozatgyilkosságokkal vádolt jugoszláv állampolgárságú Erdélyi Nándort.[5]
- december 15. – Magyarország: A  Pesti Központi Kerületi Bíróság pénzbüntetésre ítélte Horváth Pált, a Miniszterelnöki Hivatal korábbi gazdasági és közbeszerzési igazgatóságának vezetőjét, aki egy héttel korábban ittasan közlekedési balesetet okozott.[6]
- december 20. – Törökország: Ahmed Necdet Sezer köztársasági elnök aláírta az amnesztiatörvényt, melynek értelmében december 23-24-én 7000 rabot engedtek szabadon.[7]
- december 22. – Törökország: Felszámolták a 19 börtönben és fegyházban két hónappal korábban kirobbant éhségsztrájkot és lázadást, melyet a rabok a jobb életkörülmények biztosításáért robbantottak ki. A lázadás során 19 rab és 2 rendőr meghalt.[8]
- december 23. – Spanyolország – Óvadék ellenében szabadon engedték Vlagyimir Guszinszkij orosz médiacézárt, akit nemzetközi elfogatóparanccsal vettek őrizetbe december 12-én.[9]